# Rémi Burah
Rémi Burah est un producteur de cinéma français né le 16 juillet 1967 à Boulogne-Billancourt (Hauts-de-Seine).

## Biographie
Après un diplôme de commerce à l'Université Paris-Dauphine, il travaille comme banquier dans le secteur audiovisuel à Londres et à Paris,.
Il rejoint ensuite la société de production Haut et Court, où il travaille pendant huit ans. En 2000, il entre à Arte pour gérer les investissements de la filière de coproduction pour le cinéma,. Il est actuellement administrateur d'Arte France Cinéma et directeur général d'Arte Cofinova.

## Filmographie partielle
- 2002 : La Sirène rouge d'Olivier Megaton
- 2006 : Hamaca Paraguaya de Paz Encina
- 2011 : Sport de filles de Patricia Mazuy
- 2011 : Un monstre à Paris de Bibo Bergeron
- 2012 : Elefante blanco de Pablo Trapero
- 2012 : Le Serment de Tobrouk de Bernard-Henri Lévy
- 2012 : Blancanieves de  Pablo Berger
- 2013 : Michael Kohlhaas d'Arnaud des Pallières
- 2014 : Mateo Falcone d'Éric Vuillard
- 2014 : Bande de filles de Céline Sciamma
- 2014 : La Chambre bleue de Mathieu Amalric
- 2014 : Le Procès de Viviane Amsalem de Shlomi Elkabetz et Ronit Elkabetz
- 2014 : Saint Laurent de Bertrand Bonello
- 2014 : Still the Water (2つ目の窓, Futatsume no mado) de Naomi Kawase
- 2014 : Terre battue de Stéphane Demoustier
- 2014 : Timbuktu d'Abderrahmane Sissako
- 2014 : Winter Sleep (Kış Uykusu) de Nuri Bilge Ceylan
- 2014 : Xenia (grec moderne : Ξενία) de Pános Koútras
- 2015 : Ce sentiment de l'été de Mikhaël Hers
- 2015 : Le Grand Jeu de Nicolas Pariser
- 2016 : Clash de Mohamed Diab
- 2016 : Louise en hiver de Jean-François Laguionie
- 2016 : Love and Friendship de Whit Stillman
- 2016 : Ma Loute de Bruno Dumont
- 2016 : Mercenaire de Sacha Wolff
- 2016 : Orpheline d'Arnaud des Pallières
- 2016 : La Prunelle de mes yeux d'Axelle Ropert
- 2016 : Salt and Fire de Werner Herzog
- 2016 : Le Secret de la chambre noire de Kiyoshi Kurosawa
- 2016 : La Tortue rouge (Reddotātoru aru shima no monogatari (レッドタートル ある島の物語?)) de Michael Dudok de Wit
- 2016 : Voir du pays de Delphine Coulin et Muriel Coulin
- 2017 : Gabriel et la Montagne de Fellipe Barbosa

## Distinction
- César 2015 : César du meilleur film pour Timbuktu, en tant que producteur